# Olympische Winterspiele 1960/Ski Alpin
Bei den VIII. Olympischen Spielen 1960 in Squaw Valley fanden sechs Wettbewerbe im Alpinen Skisport statt. Austragungsorte waren die Pisten Squaw Peak (Männer-Abfahrt), KT-22 (Frauen-Abfahrt, Männer-Slalom und -Riesenslalom) sowie Little Papoose Peak (Frauen-Riesenslalom und -Slalom) im Squaw Valley Ski Resort. Die drei Erstplatzierten in der Abfahrt, im Riesenslalom und im Slalom erhielten nebst den Olympiamedaillen auch Weltmeisterschaftsmedaillen, da diese Wettbewerbe gleichzeitig als 16. Alpine Skiweltmeisterschaften gewertet wurden. In der Alpinen Kombination wurden nur WM-Medaillen verliehen.

## Olympische Bilanz

### Medaillenspiegel
| Platz | Land               | Gold | Silber | Bronze | Gesamt |
| ----- | ------------------ | ---- | ------ | ------ | ------ |
| 1     | Schweiz            | 2    | –      | –      | 2      |
| 2     | Österreich         | 1    | 2      | 2      | 5      |
| 3     | Deutschland        | 1    | 1      | 1      | 3      |
| 4     | Frankreich         | 1    | –      | 2      | 3      |
| 5     | Kanada             | 1    | –      | –      | 1      |
| 6     | Vereinigte Staaten | –    | 3      | –      | 3      |
| 7     | Italien            | –    | –      | 1      | 1      |

### Medaillengewinner
| Konkurrenz   | Gold             | Silber          | Bronze           |
| ------------ | ---------------- | --------------- | ---------------- |
| Abfahrt      | Jean Vuarnet     | Hanspeter Lanig | Guy Périllat     |
| Riesenslalom | Roger Staub      | Josef Stiegler  | Ernst Hinterseer |
| Slalom       | Ernst Hinterseer | Mathias Leitner | Charles Bozon    |

| Konkurrenz   | Gold           | Silber      | Bronze                  |
| ------------ | -------------- | ----------- | ----------------------- |
| Abfahrt      | Heidi Biebl    | Penny Pitou | Traudl Hecher           |
| Riesenslalom | Yvonne Rüegg   | Penny Pitou | Giuliana Chenal Minuzzo |
| Slalom       | Anne Heggtveit | Betsy Snite | Barbara Henneberger     |

## Vorschau
Der Lokalmatador Wallace „Bud“ Werner, dem aufgrund seiner Leistungen in der vorangegangenen Saison (Siege in der Hahnenkamm-Abfahrt, in Lenzerheide und Davos) gute Chancen eingeräumt worden waren, hatte in einem Training Anfang Januar einen Beinbruch erlitten und konnte nicht teilnehmen. Es gab schon damals für die Trainings exakte Zeitpläne; der Schweizer Willy Forrer hatte beim Abfahrtstraining am 13. Februar diesen um zehn Minuten überschritten, wurde vor das Kampfgericht zitiert, wobei er mit einem Verweis davonkam. Trotzdem hielt er sich beim nächsten Training wiederum nicht an die Vorschriften. Bereits mehrere Tage vor den Rennen hatte im deutschen Team Sepp Behr auf seine Nominierung zugunsten von Willy Bogner verzichtet. Nach der Weltrangliste war Behr besser klassiert, Experten hielten Bogner aber als momentan besser in Form.
«Sport Zürich» gab in seiner vom 19. Februar 1960 eine Vorschau auf die Alpinbewerbe. Bei den Herren ging man davon aus, dass die Österreicher drei Kombinierer und in jeder Disziplin einen Spezialisten einsetzen würden. Stiegler habe sich dabei als der Regelmäßigste erwiesen. Die Franzosen hatten in Kitzbühel für Aufsehen gesorgt (Guy Périllat Abfahrts- und Kombinationssieger sowie Slalom-Zweiter). Mit Adrien Duvillard als Nummer 1 sei in allen Disziplinen zu rechnen. Deutschland habe in den letzten zwei Jahren ungewöhnliche Fortschritte verzeichnet und es habe eine Wachablöse stattgefunden. Besonders Willy Bogner habe das Zeug zu einem großen Champion. Die Italiener seien zwar gut gestartet, hatten dann aber Mühe gehabt, sich im Vorderfeld zu behaupten. Die besten Waffen der Schweizer seien Roger Staub und Willy Forrer, wobei Staub im Riesenslalom und Forrer in der Abfahrt besonders stark seien. Der wieder aus der Versenkung gekommene Japaner Igaya habe bei Rennen in den USA eine gute Vorbereitung bewiesen. Den US-Läufern wurden keine großen Chancen eingeräumt und bei den Nordländern könne vielleicht Grahn eine Überraschung liefern.
Reelle Chancen hätten die Schweizer Damen. Seit 1948 beweise die Liste der Olympiasiegerinnen und Weltmeisterinnen ihre Klasse und sie könnten in jeder Disziplin eine Olympiasiegerin stellen. Das österreichische Team bestehe aus einer guten Mischung routinierter und jüngerer talentierter Fahrerinnen. Traudl Hecher und Marianne Jahn besäßen Unbekümmertheit. Bei den Italienerinnen, die sich schon längere Zeit in der Kopfgruppe behaupten, sei insbesondere Pia Riva zu beachten. Die Französinnen würden es hingegen schwer haben, den Standard ihrer männlichen Kollegen zu halten. Die deutschen Rennläuferinnen dürften nicht unterschätzt werden, wenngleich sie nicht ganz an die Leistungen des vorangegangenen Winters hätten anknüpfen können. Am besten habe bisher Heidi Biebl abgeschnitten. Die Norwegerinnen seien bisher wegen Verletzungen noch nicht zur Geltung gekommen, während Gefahren aus dem Osten zu bezweifeln wären. Hingegen sollten die US-Läuferinnen schwer zu schlagen sein, auch den Kanadierinnen wurden Chancen eingeräumt.

## Ergebnisse Männer

### Abfahrt
| Platz | Land | Sportler         | Zeit (min) |
| ----- | ---- | ---------------- | ---------- |
| 1     | FRA  | Jean Vuarnet     | 2:06,0     |
| 2     | EUA  | Hanspeter Lanig  | 2:06,5     |
| 3     | FRA  | Guy Périllat     | 2:06,9     |
| 4     | SUI  | Willi Forrer     | 2:07,8     |
| 5     | SUI  | Roger Staub      | 2:08,9     |
| 6     | ITA  | Bruno Alberti    | 2:09,1     |
| 7     | AUT  | Karl Schranz     | 2:09,2     |
| 8     | FRA  | Charles Bozon    | 2:09,6     |
| 9     | EUA  | Willy Bogner     | 2:09,7     |
| 10    | AUT  | Egon Zimmermann  | 2:09,8     |
| 11    | EUA  | Ludwig Leitner   | 2:10,2     |
|       |      |                  |            |
| 13    | SUI  | Jakob Arduser    | 2:10,9     |
| 15    | AUT  | Josef Stiegler   | 2:13,1     |
| 16    | EUA  | Eberhard Riedel  | 2:13,3     |
| 19    | AUT  | Andreas Molterer | 2:15,1     |
| 20    | SUI  | Nando Pajarola   | 2:15,4     |
| 41    | LIE  | Adolf Fehr       | 2:27,4     |
| 49    | LIE  | Silvan Kindle    | 2:29,4     |
| 49    | LIE  | Hermann Kindle   | 2:29,4     |

Datum: 22. Februar, 10:00 Uhr

Piste: „Squaw Peak“

Start: 2707 m, Ziel: 1949 m

Höhendifferenz: 758 m, Streckenlänge: 3095 m

20 Tore, Kurssetzer: Willy Schäffler (USA)
63 Teilnehmer, davon 61 in der Wertung.
Das Rennen war für Freitag, den 19. Februar (von 10 bis 12.30 Uhr) geplant, aber heftige Schneefälle ab dem Morgen des 18. Februar (auf dem oberen Streckenteil lagen 30 bis 50 cm Neuschnee) machten eine Austragung am terminierten Tag unmöglich.  Zuvor gab es um die Aufstellung der gesamtdeutschen Mannschaft eine Konfliktsituation: Es sollte das Leistungsprinzip auf der Grundlage der aktuellen FIS-Weltranglisten gelten. Darin waren alle Läufer aus dem Westen besser platziert. Im aktuellen Winter war aber der Ostdeutsche Eberhard Riedel besser gewesen als Fritz Wagnerberger, sodass der «Chef de mission» Herbert Kunze aufgrund eines Protests der DDR-Funktionäre Riedel meldete.
Die Strecke begann mit einer Traverse, gefolgt von einem «großen Schuss», im Übergang zum nächsten Geländeabsatz waren schnelle Skier und gutes Gleiten verlangt. Die nächste Steilpartie mit einer schräg durch die Fahrtrichtung verlaufende Welle durfte nicht unterschätzt werden. Damit endeten die technischen Schwierigkeiten, im Schlussabschnitt waren Kondition und Gleitvermögen gefragt. Die Strecke stellte enorme Ansprüche an die technischen Fähigkeiten. Die Spitzenfahrer standen nach den ersten Training am 13. Februar fest. Während diese die Schlüsselstellen meisterten, hatten schwächere Konkurrenten Mühe.
Der Sieg von Jean Vuarnet zwar nicht ganz unerwartet, war aber dennoch überraschend, zumal er in den Trainings nicht gut zurechtgekommen war. Als guter Gleiter stellte er seinen Erfolg vor allem im unteren Flachstück sicher. Der zweitplatzierte Hanspeter Lanig gehörte seit Jahren zu den besten Abfahrtsspezialisten der Welt. Er hatte vom Start weg die Führung, wurde erst im letzten Streckenabschnitt geschlagen. Auch Willy Bogner behauptete sich erwartungsgemäß unter den Besten. Wenngleich die Schweizer diesmal ohne Medaille blieben, waren sie gesamthaft sogar besser als im Riesenslalom. Bester Österreicher war Karl Schranz als Achter und wie die übrigen ÖSV-Läufer weit von einer Medaille entfernt. Trainer Othmar Schneider hatte offensichtlich jenes Wachs verwendet, das am Vortag beim Riesenslalom die Medaillen gebracht hatte, doch hatten sich die Schneeverhältnisse verändert und es war kälter geworden. Im Gegensatz zu den Franzosen, Schweizern und Deutschen hatten sie vor dem Rennen keine Wachsproben vorgenommen.
Adrien Duvillard stürzte, als er auf den »Kamelbuckeln« mit den Skienden anschlug und in Rücklage geriet; er wurde bewusstlos zu Tal gebracht, seine Verletzungen waren aber nicht allzu schwer. Es war das erste Mal, dass ein Olympiarennen auf Metallskis gewonnen wurde. Sport Zürich stellte die Frage, inwiefern damit „Entwicklungen mit Markenkriegen wie im Profi-Radsport eintreten können; jedenfalls ist es höchste Zeit, dass die FIS endlich sich ganz energisch mit gewissen unerfreulichen Erscheinungen auf diesem Gebiet befasst“.

### Riesenslalom
| Platz | Land | Sportler           | Zeit (min) |
| ----- | ---- | ------------------ | ---------- |
| 1     | SUI  | Roger Staub        | 1:48,3     |
| 2     | AUT  | Josef Stiegler     | 1:48,7     |
| 3     | AUT  | Ernst Hinterseer   | 1:49,1     |
| 4     | USA  | Tom Corcoran       | 1:49,7     |
| 5     | ITA  | Bruno Alberti      | 1:50,1     |
| 6     | FRA  | Guy Périllat       | 1:50,7     |
| 7     | AUT  | Karl Schranz       | 1:50,8     |
| 8     | ITA  | Paride Milianti    | 1:50,9     |
| 9     | FRA  | Charles Bozon      | 1:51,0     |
| 10    | FRA  | Adrien Duvillard   | 1:51,1     |
|       |      |                    |            |
| 12    | AUT  | Andreas Molterer   | 1:51,6     |
| 13    | EUA  | Hanspeter Lanig    | 1:51,9     |
| 15    | EUA  | Fritz Wagnerberger | 1:52,5     |
| 18    | EUA  | Ludwig Leitner     | 1:53,6     |
| 20    | SUI  | Willi Forrer       | 1:53,9     |
| 22    | SUI  | Fredy Brupbacher   | 1:55,0     |
| 25    | SUI  | Nando Pajarola     | 1:56,2     |
| 39    | LIE  | Silvan Kindle      | 2:08,9     |
| 40    | LIE  | Hermann Kindle     | 2:11,7     |
| 43    | LIE  | Adolf Fehr         | 2:13,3     |

Datum: 21. Februar, 10:00 Uhr

Piste: „KT-22“

Start: 2447 m, Ziel: 1894 m

Höhendifferenz: 553 m, Streckenlänge: 1800 m

Tore: 55, Kurssetzer Barney McLean (USA)
65 Teilnehmer, davon 58 in der Wertung. Ausgeschieden u. a.: Willy Bogner (EUA).
Wieder einmal taten sich die ÖSV-Betreuer damit, ihr Quartett zu nominieren, wobei auch die Verschiebung der Herrenabfahrt eine Rolle spielte. Von Egon Zimmermann war eine gute Abfahrtsplatzierung erwartet worden, wurde aber wegen der noch ausstehenden Abfahrt nicht nominiert. Außerdem erhielt Anderl Molterer den Vorzug gegenüber Hias Leitner. Nach den Vorfahrern Jean Vuarnet und Egon Zimmermann I eröffnete Karl Schranz das Rennen. Dieser hatte vor den Spielen jedermann wissen lassen, dass er Abfahrt und Riesenslalom gewinnen werde, doch er war zu nervös, riss die Tore und kontrollierte das Tempo schlecht. Stiegler war wegen einer falschen Zeitnehmung irrtümlich als Sieger ausgerufen worden, was nach 18 Minuten korrigiert wurde (er war wegen eines Frühstarts um neun Zehntelsekunden schneller als Staub gewesen); er habe gleich gewusst, dass seine Laufzeit nicht in Ordnung sein konnte. Staub wurde der erste alpine Herren-Olympiasieger der Schweiz seit Edy Reinalter im Slalom 1948 und der erste alpine Herren-Weltmeister seit Georges Schneiders Slalomgold 1950. Er konnte seinem Ruf, «der ewige Zweite zu sein», ein Ende setzen. Die Österreicher mussten zur Kenntnis nehmen, dass die Sailer-Ära vorbei war, doch sie waren rangmäßig das beste Team. Die Franzosen schnitten zwar als Mannschaft ausgezeichnet ab, aber von der Wirkung des Metallskis war nicht so viel zu bemerken. Die US-Equipe überraschte mit Rang 4 und zwei weiteren Läufern unter den ersten 16. Die Siegerehrung fand noch am selben Nachmittag im Eis-Oval statt; die Medaillen wurden von IOC-Präsident Avery Brundage überreicht.

### Slalom
| Platz | Land | Sportler          | Zeit (min) |
| ----- | ---- | ----------------- | ---------- |
| 1     | AUT  | Ernst Hinterseer  | 2:08,9     |
| 2     | AUT  | Mathias Leitner   | 2:10,3     |
| 3     | FRA  | Charles Bozon     | 2:10,4     |
| 4     | EUA  | Ludwig Leitner    | 2:10,5     |
| 5     | AUT  | Josef Stiegler    | 2:11,1     |
| 6     | FRA  | Guy Périllat      | 2:11,8     |
| 7     | EUA  | Hanspeter Lanig   | 2:14,3     |
| 8     | ITA  | Paride Milianti   | 2:14,4     |
| 9     | USA  | Tom Corcoran      | 2:14,7     |
| 10    | EUA  | Sepp Behr         | 2:16,0     |
|       |      |                   |            |
| 15    | SUI  | Adolf Mathis      | 2:23,5     |
| 21    | LIE  | Silvan Kindle     | 2:30,7     |
| 27    | LIE  | Hermann Kindle    | 2:45,7     |
| 31    | SUI  | Georges Schneider | 2:52,7     |

Datum: 24. Februar, 09:30 Uhr

Piste: „KT-22“

Start: 2110 m, Ziel: 1894 m

Höhendifferenz: 216 m, Streckenlänge: 590 m

Tore: 69 (1. Lauf), 62 (2. Lauf), Kurssetzer Stein Eriksen und Karl Molitor
63 Teilnehmer, davon 40 in der Wertung. Ausgeschieden u. a.: Willy Bogner (EUA) nach Bestzeit im ersten Durchgang, François Bonlieu (FRA), Willi Forrer (SUI), Ernst Oberaigner (AUT), Roger Staub (SUI).
Das Rennen wurde bei strahlendem Wetter gefahren. Auf den zwei schweren und unterschiedlichen Kursen gab es eine hohe Ausfallquote. Bereits in der ersten Startgruppe waren nur sieben gut durchgekommen, in der zweiten waren gleich elf von 14 ausgefallen oder hatten zu große Zeitrückstände. Die Startreihenfolge war noch immer derart, dass die Nummer eins des ersten Laufes auch im zweiten Lauf als erster startete. Als Erstgestarteter des entscheidenden Durchgangs schlug Bogner nach gutem Beginn mit den Hinterenden seiner Skis an einer Stange an und stürzte. Die Goldmedaille gewann Hinterseer, der nur Ersatzmann gewesen war. Hinter ihm klassierte sich Hias Leitner auf dem zweiten Platz, während Stiegler mit dem fünften Platz noch eine Medaille in der Kombination rettete. Anstelle Bogners vermochten sich noch Ludwig Leitner und Hanspeter Lanig zu platzieren, wobei letzterer in der Kombination eine Medaille eroberte. Von den Franzosen hielt einzig Bozon mit den Österreichern Schritt, während Périllat keine allzu großen Risiken einging, um seine führende Stellung in der Kombination nicht zu gefährden. Die Niederlage der Schweizer war keine Überraschung, «doch verblüffte deren Ausmaß; selbst die Spezialisten Mathis und Schneider hatten diesmal nichts zu bestellen. Der Slalom ist seit Jahren die schwächste Disziplin im Schweizer Herrenteam.»
Es gab Disqualifikationsanträge gegen Bozon und Périllat, doch wies die Jury diese aufgrund des Rennfilms zurück. Auch Klagen, Bozon sei zu früh gestartet und österreichische Betreuer hätten die Piste betreten, wurden nicht stattgegeben.

## Ergebnisse Frauen

### Abfahrt
| Platz | Land | Sportlerin          | Zeit (min) |
| ----- | ---- | ------------------- | ---------- |
| 1     | EUA  | Heidi Biebl         | 1:37,6     |
| 2     | USA  | Penny Pitou         | 1:38,6     |
| 3     | AUT  | Traudl Hecher       | 1:38,9     |
| 4     | ITA  | Pia Riva            | 1:39,9     |
| 5     | ITA  | Jerta Schir         | 1:40,5     |
| 6     | EUA  | Anneliese Meggl     | 1:40,8     |
| 7     | EUA  | Sonja Sperl         | 1:41,0     |
| 8     | AUT  | Erika Netzer        | 1:41,1     |
| 9     | ITA  | Carla Marchelli     | 1:41,6     |
| 9     | SUI  | Yvonne Rüegg        | 1:41,6     |
| 11    | EUA  | Barbara Henneberger | 1:42,4     |
|       |      |                     |            |
| 26    | SUI  | Margrit Gertsch     | 1:50,4     |
| 35    | SUI  | Liselotte Michel    | 2:01,0     |
| 39    | AUT  | Josefa Frandl       | 2:11,6     |

Datum: 20. Februar, 10:00 Uhr

Piste: „KT-22“

Start: 2447 m, Ziel: 1894 m

Höhendifferenz: 553 m, Streckenlänge: 1828 m, Kurssetzer: Gordy Prager (USA)
42 Teilnehmerinnen, davon 39 in der Wertung. Ausgeschieden: Herlinde Beutlhauser (AUT), Betsy Snite (USA), Annemarie Waser (SUI).
Am 16. Februar gab es eine Probeabfahrt. Bei der vorangegangenen Besichtigung kam die Schweizer Olympiasiegerin von 1956, Madeleine Berthod, im Zielhang zu Sturz, wobei sie auf ihre ohnehin verletzte Schulter fiel. An ihrer Stelle wurde Lilo Michel nominiert. Schnellste der Probeabfahrt waren die Schweizerinnen Margrit Gertsch und Annemarie Waser.
Die großen Siegerinnen waren die Deutschen, die mit drei Fahrerinnen unter den ersten Sieben und vier im ersten Dutzend sämtliche Prognosen übertrafen. Biebl war schon während des ganzen Winters die erfolgreichste deutsche Läuferin gewesen und in diesem Rennen von Beginn an voran gelegen. Sowohl bei den US- als auch Schweizer Vertreterinnen gab es drei Stürze. Dem Gastgeberland blieb immerhin die Silbermedaille. Den Gestürzten wurde eine Bodenwelle zum Verhängnis, Rüegg klagte über einen zu langsamen Ski. Bei den Österreicherinnen konnte Hecher (trotz eines Treppensturzes am Vortag) die Bronzemedaille gewinnen; sowohl Frandl als auch Beutlhauser stürzten in der Traverse, wobei Letztere mit einer Gehirnerschütterung abtransportiert werden musste. Die Französinnen verloren ihre beste Abfahrerin Janine Monterrain ebenfalls durch einen Sturz in der Traverse.

### Riesenslalom
| Platz | Land | Sportlerin              | Zeit (min) |
| ----- | ---- | ----------------------- | ---------- |
| 1     | SUI  | Yvonne Rüegg            | 1:39,9     |
| 2     | USA  | Penny Pitou             | 1:40,0     |
| 3     | ITA  | Giuliana Chenal Minuzzo | 1:40,2     |
| 4     | USA  | Betsy Snite             | 1:40,4     |
| 5     | EUA  | Anneliese Meggl         | 1:40,7     |
| 5     | ITA  | Carla Marchelli         | 1:40,7     |
| 7     | FRA  | Thérèse Leduc           | 1:40,8     |
| 8     | FRA  | Anne-Marie Leduc        | 1:41,5     |
| 9     | SUI  | Madeleine Berthod       | 1:41,9     |
| 9     | AUT  | Hilde Hofherr           | 1:41,9     |
| 9     | EUA  | Sonja Sperl             | 1:41,9     |
|       |      |                         |            |
| 14    | SUI  | Liselotte Michel        | 1:42,5     |
| 15    | EUA  | Barbara Henneberger     | 1:42,6     |
| 21    | AUT  | Josefa Frandl           | 1:45,7     |
| 23    | SUI  | Annemarie Waser         | 1:46,0     |
| 25    | AUT  | Traudl Hecher           | 1:46,7     |
| 37    | EUA  | Heidi Biebl             | 2:01,5     |

Datum: 23. Februar, 10:00 Uhr

Piste: „Little Papoose Peak“

Start: 2276 m, Ziel: 1894 m

Höhendifferenz: 382 m, Streckenlänge: 1300 m

65 Tore, Kurssetzer: Barney McLean (USA)
44 Teilnehmerinnen, davon 40 in der Wertung. Ausgeschieden u. a.: Erika Netzer (AUT).
Zu Sturz kamen neben Netzer auch Heidi Biebl und Traudl Hecher. Der enge Kurs in einem steilen Gelände mit vielen Buckeln und Wellen verlangte höchste Konzentration und Standfestigkeit. Rüegg war vorerst für eine Teilnahme im Riesenslalom nicht vorgesehen gewesen und wurde erst nach der internen Eliminierung von Margrit Gertsch nominiert. Rüeggs Sieg war eine Überraschung; große Favoritin war Pitou gewesen. Ebenfalls eine Überraschung war der dritte Platz von Chenal Minuzzo.

### Slalom
| Platz | Land | Sportlerin                  | Zeit (min) |
| ----- | ---- | --------------------------- | ---------- |
| 1     | CAN  | Anne Heggtveit              | 1:49,6     |
| 2     | USA  | Betsy Snite                 | 1:52,9     |
| 3     | EUA  | Barbara Henneberger         | 1:56,6     |
| 4     | FRA  | Thérèse Leduc               | 1:57,4     |
| 5     | SUI  | Liselotte Michel            | 1:58,0     |
| 5     | AUT  | Hilde Hofherr               | 1:58,0     |
| 7     | URS  | Stalina Demidowa-Korsuchina | 1:58,4     |
| 8     | EUA  | Sonja Sperl                 | 1:58,8     |
| 9     | USA  | Renie Cox                   | 1:59,2     |
| 10    | ITA  | Giuliana Chenal Minuzzo     | 1:59,3     |
|       |      |                             |            |
| 13    | EUA  | Anneliese Meggl             | 2:02,4     |
| 16    | AUT  | Josefa Frandl               | 2:03,0     |
| 21    | EUA  | Heidi Biebl                 | 2:06,5     |
| 28    | SUI  | Madeleine Berthod           | 2:15,4     |

Datum: 26. Februar, 09:30 Uhr

Piste: „Little Papoose Peak“

Start: 2080 m, Ziel: 1894 m

Höhendifferenz: 186 m, Streckenlänge: 480 m

1. Lauf: 53 Tore, Kurssetzer: Kjell Borge Andersson (NOR)

2. Lauf: 55 Tore
43 Teilnehmerinnen, davon 38 in der Wertung. Ausgeschieden u. a.: Traudl Hecher (AUT), Marianne Jahn (AUT), Yvonne Rüegg (SUI), Annemarie Waser (SUI).
Die spätere Siegerin Heggtveit kam bereits mit Startnummer 2, unmittelbar nach ihr die Zweitplatzierte Betsy Snite. Bei bereits ausgefahrener Piste gelang Henneberger mit Startnummer 20 der Gewinn der Bronzemedaille. Das Schweizer Team war am 23. Februar aufgestellt worden, wobei Margrit Gertsch zugunsten von Berthod verzichtet hatte und nur dann in Frage kam, wenn diese nicht hätte starten können. Nach dem ersten Lauf führte Heggtveit mit 54,0 s vor Marianne Jahn mit 55,5 s, die Norwegerin Inger Bjørnbakken lag mit 57,3 s auf dem dritten Platz. Bei ausgesprochen kaltem Wetter blieb die Piste hart, doch hatten die ersten Konkurrentinnen die bessere Skiführung als die später ins Rennen gehenden Fahrerinnen. Der erste Kurs war nicht eben phantasiereich ausgesteckt worden, es fehlten die klassischen Slalom-Torkombinationen; dafür sah man versetzte Tore in Serie, was dem Slalom ein eher monotones Gepräge gab. Heggtveits Sieg war nur eine «bedingte Überraschung», da sie immerhin 1959 in Garmisch-Partenkirchen Kandahar-Siegerin geworden war. Bei den Österreicherinnen gab es nach Rang 2 von Marianne Jahn nach dem ersten Lauf große Erwartungen, doch stürzte die Vorarlbergerin bei Tor 51, überschlug sich, fiel auf Rang 12 zurück und wurde letztlich wegen eines Torfehlers disqualifiziert.

## Weltmeisterschaften

### Kombination (Männer)
| Platz | Land | Sportler          | Punkte |
| ----- | ---- | ----------------- | ------ |
| 1     | FRA  | Guy Périllat      | 03,98  |
| 2     | FRA  | Charles Bozon     | 05,52  |
| 3     | EUA  | Hanspeter Lanig   | 05,66  |
| 4     | AUT  | Josef Stiegler    | 06,75  |
| 5     | EUA  | Ludwig Leitner    | 08,00  |
| 6     | ITA  | Paride Milianti   | 08,22  |
| 7     | ITA  | Bruno Alberti     | 13,91  |
| 8     | ITA  | Italo Pedroncelli | 17,49  |
| 9     | CAN  | Verne Anderson    | 23,07  |
| 10    | JPN  | Chiharu Igaya     | 25,51  |

Für den Kombinationsbewerb wurden keine Olympiamedaillen vergeben, sondern nur WM-Medaillen. Die Positionen wurden nach einem Punktesystem aus den Ergebnissen der Abfahrt, des Riesenslaloms und des Slaloms ermittelt.

### Kombination (Frauen)
| Platz | Land | Sportlerin                  | Punkte |
| ----- | ---- | --------------------------- | ------ |
| 1     | CAN  | Anne Heggtveit              | 06,96  |
| 2     | EUA  | Sonja Sperl                 | 10,08  |
| 3     | EUA  | Barbara Henneberger         | 10,80  |
| 4     | EUA  | Anneliese Meggl             | 10,88  |
| 5     | FRA  | Thérèse Leduc               | 11,44  |
| 6     | ITA  | Carla Marchelli             | 11,93  |
| 7     | ITA  | Jerta Schir                 | 14,31  |
| 8     | USA  | Penny Pitou                 | 17,85  |
| 9     | URS  | Stalina Demidowa-Korsuchina | 18,40  |
| 10    | FRA  | Arlette Grosso              | 19,33  |

Für den Kombinationsbewerb wurden keine Olympiamedaillen vergeben, sondern nur WM-Medaillen. Die Positionen wurden nach einem Punktesystem aus den Ergebnissen der Abfahrt, des Riesenslaloms und des Slaloms ermittelt.